# Gammaljavanesiska
Gammaljavanesiska eller kawi (öv. 'poet' sanskrit: कवि, kavi) är den äldsta fasen av det javanesiska språket. Det talades i den östra delen av vad som nu är Central Java och hela östra Java i Indonesien. Som litterärt språk användes Kawi över Java och på öarna Madura, Bali och Lombok. Det hade en ansenlig vokabulär av sanskritlånord men hade ännu inte utvecklat det formella krama- språkregistret, ett register för att användas med ens sociala överordnade som är karakteristiskt för modern javanesiska.